# 荷兰共产主义团结运动（马列）
荷兰共产主义团结运动（马列）（荷蘭語：Kommunistiese Eenheidsbeweging Nederland (marxisties-leninisties)，缩写为KEN (ml)）是荷兰历史上的一个的共产主义组织。该组织成立于1964年，分裂自荷兰共产党。该组织奉行毛泽东思想。1971年10月，约60%成员的脱离该组织，另立荷兰共产党/马列。1985年左右，该组织解散。